# Обсада на Акра (1189 – 1191)
Обсадата на Акра (от 28 август 1189 до 12 юли 1191) е най-важното събитие на Третия кръстоносен поход в Светите земи. След двегодишна обсада с множество жертви, кръстоносците успяват да завладеят обратно стратегическия важен град Акон (Акра) в Палестина, който за следващите 100 години е столица на Кралство Йерусалим.
Битката се води между Йерусалимското кралство и войската на Саладин, султан на сарацините, и гранизон от ок. 6000 души. Командири на кръстоносците (ок. 25 000 души) са: Филип II от Франция, Ричард I от Англия, Ги дьо Лузинян, Конрад Монфератски, Фридрих VI от Швабия (†), Леополд V от Австрия, Робер дьо Сабле, Жерар дьо Ридфор (†).
Едва през 1291 г. Акон, последната крепост на християните, е завладян от мамелюците.